# Кусь (приток Нёмды)
Кусь — река в Костромской области России. Устье реки находится в 81 км по правому берегу реки Нёмды. Длина реки составляет 86 км, площадь водосборного бассейна — 629 км².

## Данные водного реестра
По данным государственного водного реестра России относится к Верхневолжскому бассейновому округу, водохозяйственный участок реки — Волга от города Кострома до Горьковского гидроузла (Горьковское водохранилище), без реки Унжа, речной подбассейн реки — Волга ниже Рыбинского водохранилища до впадения Оки. Речной бассейн реки — (Верхняя) Волга до Куйбышевского водохранилища (без бассейна Оки).
Код объекта в государственном водном реестре — 08010300412110000014046.

### Притоки
(км от устья)
- река Пережога (пр)
- 23 км: река Добриха (лв)
- река Хлоповица (пр)
- 36 км: река Яхренка (лв)
- река Лубянка (пр)
- 56 км: река без названия у дер. Филино (лв)
- 66 км: река Саха у села Трифон (лв)
- 70 км: река без названия у дер. Дегтярёво (пр)